# 11 Luchtmobiele Brigade
Die 11 Luchtmobiele Brigade (deutsch 11. luftbewegliche Brigade) ist eine selbständige Brigade innerhalb der niederländischen Streitkräfte, die der deutschen Division Schnelle Kräfte unterstellt ist. Sie setzt sich aus Einheiten des niederländischen Heeres (Landmacht) und der niederländischen Luftstreitkräfte (Luchtmacht) zusammen. Die Brigade ist luftbeweglich, das 11. Bataillon besteht aus Fallschirmjägern. Der im Jahr 1992 aufgestellte Großverband kann mit Personal, Waffen und Versorgungseinheiten innerhalb von sieben bis 20 Tagen weltweit im nationalen Auftrag, dem der NATO, der EU oder der Vereinten Nationen eingesetzt werden. Von 1994 bis 2002 war sie Teil der Multinational Division Central (MND-C) der NATO. Einsätze fanden im Rahmen der Irak-Mission (SFIR) und in  Afghanistan (ISAF) statt.
Der etwa 2100 Mann starke Großverband ist in Schaarsbergen und in Assen stationiert.
Die 11. Luftbewegliche Brigade ist Teil der deutschen Division Schnelle Kräfte, die am 1. Januar 2014 in Dienst gestellt wurde. Damit wurde erstmals in der Geschichte der Bundesrepublik ein Kampfverband der Niederlande in die deutschen Streitkräfte integriert. Inzwischen sind alle drei Kampfbrigaden der niederländische Streitkräfte, neben der 11 Luchtmobiele Brigade auch die 13 Lichte Brigade und die 43 Gemechaniseerde Brigade, Divisionen des Heeres der Bundeswehr unterstellt.

## Gliederung
- 11. Luftbewegliche Brigade (11 Luchtmobiele Brigade), in Schaarsbergen
  - 11. Stabskompanie (11 Stafcompagnie), in Schaarsbergen
  - 11. Infanteriebataillon (Luftbeweglich) „Garderegiment Grenadiers en Jagers“ (11 Infanteriebataljon (Air Assault) „Garderegiment Grenadiers en Jagers“) (Fallschirmjäger), in Schaarsbergen
    - A, B, C und D Kompanie

  - 12. Infanteriebataillon (Luftbeweglich) „Regiment van Heutsz“ (12 Infanteriebataljon (Air Assault) „Regiment van Heutsz“) (Spezialkräfteunterstützung), in Schaarsbergen
    - A, B, C und D Kompanie

  - 13. Infanteriebataillon (Luftbeweglich) „Regiment Stoottroepen Prins Bernhard“ (13 Infanteriebataljon (Air Assault) „Regiment Stoottroepen Prins Bernhard“), in Assen
    - A, B, C und D Kompanie

  - 20. Infanteriebataillon (20 Infanteriebataljon; Korps Nationale Reserve), in Den Haag
    - Alphakompanie (Alfa-compagnie), in Den Haag
    - Bravokompanie (Bravo-compagnie), in Bergen
    - Charliekompanie (Charlie-compagnie), in Badhoevedorp
    - Deltakompanie (Delta-compagnie), in Den Haag
    - Echokompanie (Echo-compagnie), in Stroe
    - Foxtrotkompanie (Foxtrot-compagnie), in Schaarsbergen

  - 11. Brigade Aufklärungskompanie „Regiment Huzaren van Boreel“ (11 Brigade Verkenningseskadron „Regiment Huzaren van Boreel“), in Schaarsbergen
  - 11. Pionierkompanie (11 Geniecompagnie), in Schaarsbergen
  - 11. Sanitätskompanie (11 Geneeskundige compagnie), in Assen
  - 11. Versorgungskompanie (11 Bevoorradingscompagnie), in Schaarsbergen
  - 11. Instandsetzungskompanie (11 Herstelcompagnie), in Schaarsbergen und Assen

## Ähnliche Verbandstypen
Die British Army besitzt mit der 16 Air Assault Brigade eine vergleichbare Brigade.